# Sturmscharführer

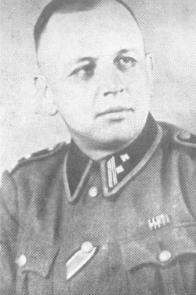
Sturmscharführer Adolf Maurer.

Sturmscharführer (förkortning Stuscha) var en grad inom det nazityska Waffen-SS. Graden användes inte inom reguljära SS, Allgemeine-SS. Motsvarigheten inom den tyska armén var Stabsfeldwebel och inom den svenska äldre fanjunkare eller förvaltare. Graden instiftades kort efter de långa knivarnas natt den 1 juli 1934.
Sturmscharführer kan översättas med "stormförbandsledare". Sturmbann är SA:s och SS:s motsvarighet till bataljon och har sitt ursprung i de tyska stormtrupperna från första världskriget där titeln Sturmbannführer ibland innehades av bataljonens befälhavare.
Sturmscharführer var den högsta underofficersgraden inom Waffen-SS. Inom Allgemeine-SS var det Hauptscharführer.

## Sturmscharführer i urval
- Willi Abendschön
- Franz Fischer
- Peter Frischkorn
- Hubert Leclaire
- Helmut Rauca
- Walter Serno

## Gradbeteckningar för Sturmscharführer i Waffen-SS

Axelklaff
Kragspeglar
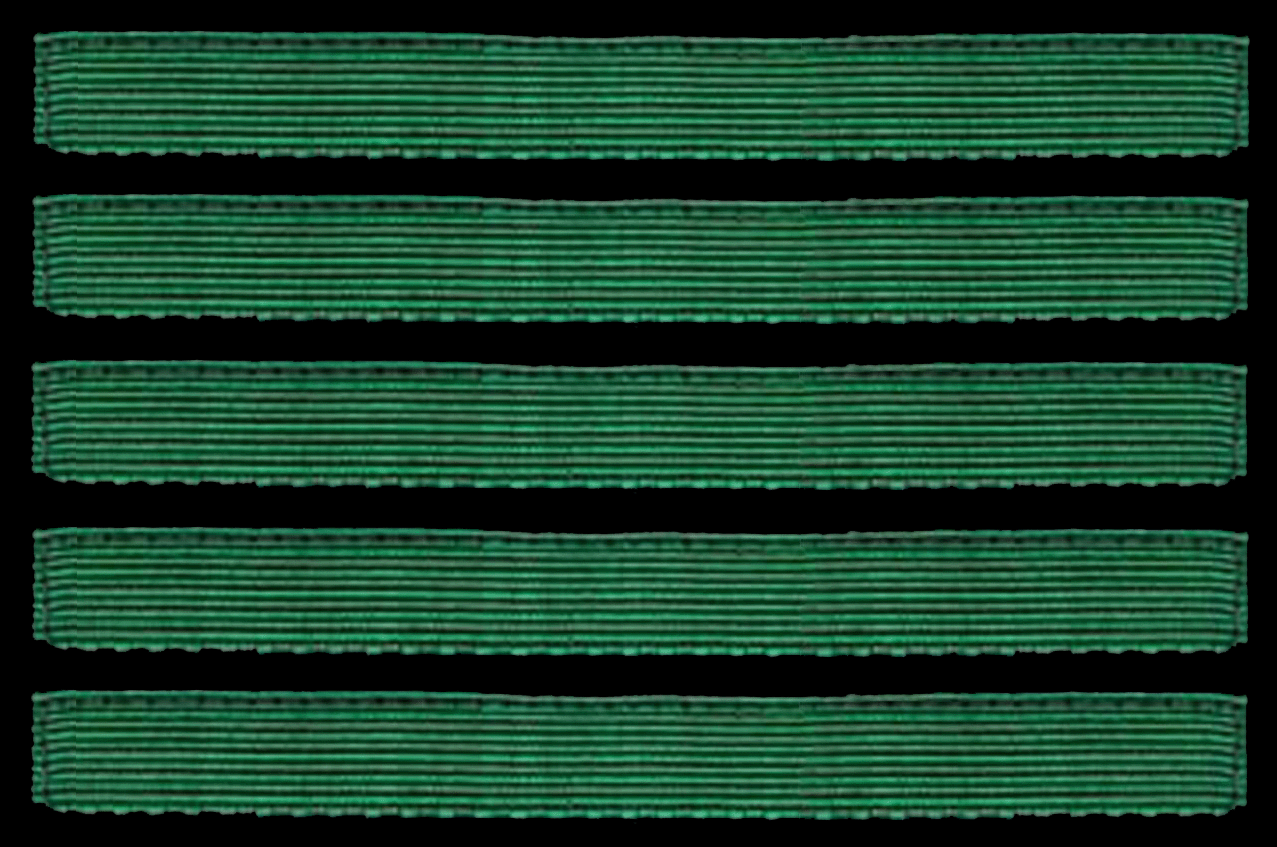
Kamouflage
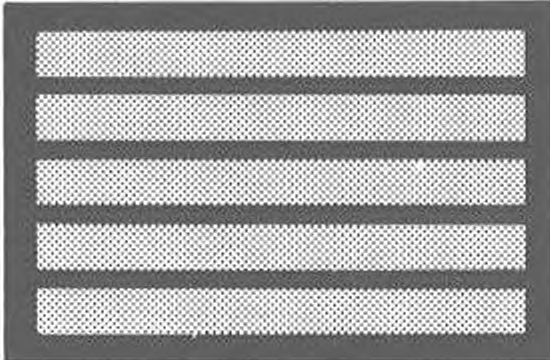
Kamouflage

### Webbkällor
- ”Rank System in Waffen-SS” (på engelska). Waffen-SS.no. Arkiverad från originalet den 17 januari 2012. https://www.webcitation.org/64kr80eKB?url=http://www.waffen-ss.no/rank.htm. Läst 17 januari 2012.